# Nipkowův kotouč
Nipkowův kotouč je mechanické zařízení, které umožnilo přenos obrazu na dálku tím, že obsah obrazu převedlo řádkováním na jeden světelný a elektrický průběh. Vynalezl jej roku 1884 německý technik Paul Nipkow a na jeho základě předvedl skotský inženýr John Logie Baird roku 1925 první televizní přenos.

Schéma Nipkowova kotouče. Výseč nahoře představuje obrazové pole.

## Popis
Neprůhledný kotouč, který se rychle otáčí, má po obvodě malé otvory, rozložené po spirále. Počet otvorů odpovídá počtu řádků, rozdíl mezi vzdáleností prvního a posledního otvoru od středu určuje výšku skenovaného obrazu a vzdálenost sousedních otvorů, měřená po kružnici, určuje šířku obrazu. V každém okamžiku je nad obrazem právě jeden z otvorů, takže celý obraz se během jedné otáčky kotouče sejme jedním fotocitlivým čidlem jako časový průběh jasu. Pokud se tento elektrický signál přenese do přijímače, může se jím modulovat zdroj světla a druhý Nipkowův kotouč, který se otáčí synchronně s vysílacím, vytvoří obraz odpovídající originálu.

## Význam
Starší pokusy o přenos obrazu potřebovaly pro každý bod obrazu jeden fotocitlivý snímač a jeden modulovaný zdroj světla na přijímací straně. Nipkowův vynález ukázal cestu, jak obsah obrazu převést řádkováním na jediný signál. Mechanické provedení mělo ovšem dvě vážné nevýhody: kotouč musel být mnohem větší než snímaný obraz a celé zařízení mělo mizivou světelnost, danou velikostí otvorů v kotouči. Typický kotouč mechanického televizoru o průměru 30 cm vytvořil obrázek o velikosti poštovní známky. Tyto vady odstranil až Zworykinův ikonoskop a obrazovka s elektronickým vychylováním paprsku, vynalezené ve 30. letech 20. století. Nicméně v letech 1930-1935 vysílala britská BBC televizní obraz o 30 řádcích s využitím Nipkowova kotouče.
Obdobu Nipkowova kotouče užívají některé konfokální mikroskopy a další optické přístroje.